# かりこぼうず大橋
かりこぼうず大橋（かりこぼうずおおはし）は、宮崎県児湯郡西米良村大字村所字田無瀬に所在し一ツ瀬川に架かる、林道小山重（こざえ）線を通す全長140.0メートルの橋である。
木造のキングポストトラス橋3連と桁橋1連で構成され、日本国内では木造車道橋として全長および支間長が最大である。

## 建設の背景
1996年度（平成8年度）から2002年度（平成14年度）にかけて、「ふるさと林道緊急整備事業」として、西米良村大字村所の田無瀬地区から廣瀬地区を結ぶ、総延長1,162メートル、幅員7.0メートルで2車線の林道小山重線が整備された。この林道が一ツ瀬川を渡河する部分に架橋されることになったのがかりこぼうず大橋で、当初の仮称を新村所大橋と呼んでいた。
宮崎県はスギ素材の生産が日本国内でも多い県であるが、木材価格の低迷も一因として林業が低迷しているという問題を抱えていた。そこで県産材の利用推進を目的として、森林土木事業において積極的に木材を活用する方針となっていた。この一環として、鋼製ニールセンローゼ橋より2割弱、PC斜張橋より3割弱費用が高いという問題はあったものの、県産材の需要拡大に向けて、林道の整備にあたり県産のスギ材を活用した橋を架設することになった。

## 構造と設計
計画上の基本方針は以下のとおりである。

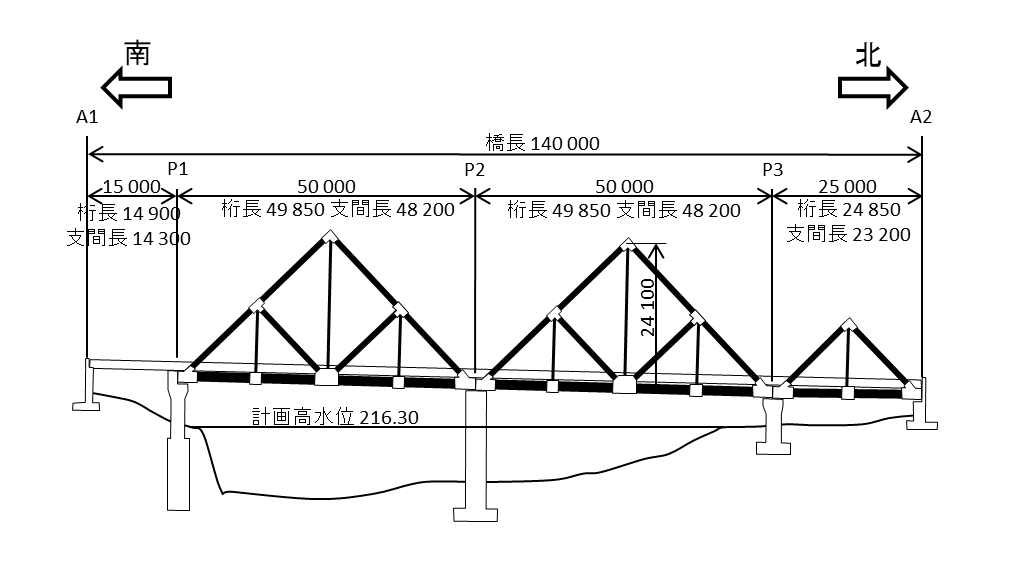
かりこぼうず大橋の一般図

1. 橋が県の名所となるように計画し、木橋技術の向上を図る
2. 県内スギ材を素材として利用し、県林業の活性化を図る
3. 設計施工上の問題点を具体的に示し適切な対策を行うことで、構造特性を満たす
4. 構造部位に見合った材料試験を行い採用する部材を検討する
5. 採用する木材に対し適切な維持管理方法を検討する

主径間の橋梁形式は、構造用スギ集成材の製作可能な部材高さの上限が2.0メートルである制約を考慮して選定された。桁橋では、桁高が3メートルを超える計算となり製作が不可能であるとされた。箱桁では、設計断面が活荷重たわみによって決定され、経済的な断面を得られないとされた。フィーレンディール橋は、木材のみでは支点部の剪断力が条件を満たさず、鋼製部材とのハイブリッド構造を採用しなければならないと判断された。斜張橋も同様であった。
この結果、現地の条件でスギ集成材により製作が可能な形式としては、トラス橋かアーチ橋であるとされた。下路アーチ橋（ローゼ橋）の場合、構造上の弱点となるジョイント数が多くなることから、トラス橋の中でもジョイント数がもっとも少なくなるキングポストトラス橋が適切であると判断され、また周辺の米良三山のイメージに合致するものとして採用された。
木材と鋼材の連結部は、鋼板で木材を巻いたうえでボルトで固定し、エポキシ系接着剤を充填している。また鉛直材と集成材の負担を低減するために、PC鋼棒を下弦材内部および鉛直方向に設置して、木材にプレストレスを導入するようにした。
単純桁橋の部分の主桁は、桁高1.3メートル、幅21センチメートルの構造用集成材を9本並べた構造である。またキングポストトラス橋の部分の主桁は、桁高1.83メートル、幅1.0メートルでコの字になった構造（下部に開いた部分が向く）である。トラスの上弦材は縦横1.0メートルの箱型断面である。床板は桁橋部で厚さ15センチメートル、トラス部で厚さ33センチメートルの木製で、トラス部はプレストレスを導入している。高欄は鋼製であるが、化粧材としてスギの一般材を利用している。
かりこぼうず大橋の諸元は、道路規格第3種第5級、設計速度30 km/h、重要度種別A種、活荷重 A活荷重、橋長140.0メートル（15.0+2×50.0+25.0）、支間長14.3メートル、48.2メートル、48.2メートル、23.2メートルとなった。
大きなトラスが2つと小さなトラスが1つの3連のトラスは、米良三山をモチーフとした設計になっている。また橋の名前の「かりこぼうず」は、西米良村に伝承されてきた森の精霊に由来して設定された、村のイメージキャラクターの名前で、山で猟をするとき獲物を狩り出して追う役目をする狩子から生まれている。

## 建設
2001年（平成13年）9月に着工した。渇水期のみ河川内の使用が可能という制約下での架設となった。下部工は大和開発と伊達組が請け負い、上部工は駒井鉄工と清本鐵工の共同企業体 (JV) が請け負って建設した。
コンクリートで舗装された工事用道路を架設ヤードまで造成し、大型油圧トラッククレーンを搬入して、ベント（仮の支柱）を建てて順次架設作業を行っていった。下部工を建設した後、鋼部材の架設、木部材の横桁と床板の架設を行って橋の床面を完成させ、下段上弦材の組み立て、上段上弦材の組み立てと進んだ。構造を構成する木材が雨水に直接さらされないように、下地板、ゴムシート、銅板で覆い、とくに上弦材には銅板をかしめ合わせる水切り板を設置した。
2003年（平成15年）3月に竣工した。スギ構造用集成材1,335立方メートル、PC鋼棒305トンを使用し、建設費は設計に6101万円、下部工に1億3400万円、上部工に12億1800万円の総計14億1301万円であった。このスギ材の使用量は、丸太に換算すると約4,000立方メートル、立木に換算すると約10,000立方メートルに相当し、35坪の木造住宅約100戸を建てられる量である。

## 開通
2003年（平成15年）4月17日に開通し、2001年（平成13年）に秋田県山本郡藤里町に完成した坊中橋を抜いて、木造車道橋として日本国内最長の橋となった。世界では、フィンランドのビハンタサルミ橋の方が総延長では長いが、支間はかりこぼうず大橋の方が長い。開通以降、中学校や温泉施設へのアクセス、国道のバイパスなどとして利用されている。

## 特徴
木材を用いた車道橋は、日本国内でも多数の建設例があるとはいえ、林務関連の事業として林道で架設されるものがほとんどであった。限られた人が設計ノウハウを持ち、共有されず、個別の橋ごとに品質や工程を考えてきたので、橋の設計が一般化されていなかった。かりこぼうず大橋において、今後の一般道路での木造車道橋の普及に向けて標準化の試みがなされ、コンクリート橋や鋼橋の示方書や便覧の基準を適用するなど、一般道路と同様の仕様にまとめられた。設計者や施工者も、一般的な橋の建設時と合わせて選定された。こうした今後の木造車道橋普及に向けた取り組みが行われたことが特徴となっている。

## 登場作品
- テレビ野郎 ナナーナ 「ソラシドエアオリジナル 追跡 南国珍獣 宮崎編」